# 1808 en mathématiques
Cet article présente les faits marquants de l'année 1808 en mathématiques.

## Évènements
- Le mathématicien américain Robert Adrain, publie à Philadelphie un article sur la méthode des moindres carrés indépendamment de Legendre et Gauss[1].

## Naissances
- 27 mai : Carl Anton Bretschneider (mort en 1878), mathématicien allemand.
- 23 juin : Louis Pierre Eugène Amélie Sédillot (mort en 1875), historien français des sciences et des mathématiques.
- 25 juillet : Johann Benedict Listing (mort en 1882), mathématicien allemand.
- 17 octobre : Philip Kelland (mort en 1879), mathématicien britannique.
- 6 novembre : Friedrich Julius Richelot, (mort en 1875) mathématicien allemand.
- 28 décembre : Athanase Dupré (mort en 1869), mathématicien et physicien français.

- Antoine Bukaty (mort en 1876), mathématicien, historien et ingénieur polonais.

## Décès
- 17 mars : Carl Friedrich Hindenburg (né en 1741), mathématicien allemand.